# Ланга (Албанија)
Ланга или Љанга (алб. Llangë) је насељено место у општини Либражд у округу Елбасан, Албанија. Према попису из 1989. године било је 583 становника.
У Етнографији вилајета Адријанопољ, Монастир и Салоника, штампаној у Цариграду 1878, која се односи на мушко становништво, 1873. године Ланга има 15 домаћинства и 28 житеља Албанаца муслимана. Српски етнограф Миленко Филиповић, 1940 године наводи да је Ланга заселак Забзуна, настањен  Албанцима.